# كريستين ميلر (ممثلة)
كريستين ميلر (بالإنجليزية: Kristine Miller)‏ هي ممثلة أمريكية، ولدت في 13 أبريل 1929 ببوينس آيرس في الأرجنتين، وتوفيت في 2015 في الولايات المتحدة بسبب مرض. بدأت مشوارها المهني سنة 1945.

## وصلات خارجية
- كريستين ميلر على موقع IMDb (الإنجليزية)
- كريستين ميلر على موقع قاعدة بيانات الأفلام السويدية (السويدية)
- كريستين ميلر على موقع قاعدة بيانات الفيلم (الإنجليزية)